# Sankt Jakob im Rosental
Sankt Jakob im Rosental (în slovenă Šentjakob v Rožu) este un oraș în districtul Villach-Land din landul Carintia, în Austria.
Conform recensământului din 2001, localitatea are 4465 locuitori, față de 4407 în 1991, o creștere cu 1,3%. Din totalul populației, 16.4% o reprezintă slovenii carintieni. Conform aceluiași recensământ, proveniența locuitorilor orașului St Jakob im Rosental este următoarea: 94,2% sunt din Austria, 1,2% din Bosnia și 1,2% sunt cetățeni germani.
Printre personalitățile faimoase născute în această localitate se numără filologii sloveni Matija Ahacel și Anton Janežič.

## Împărțirea administrativă
Municipalitatea Sankt Jakob im Rosental cuprinde următoarele 21 de localități:
| - Dragositschach (Dragožiče), 58 locuitori - Dreilach (Dravlje), 62 locuitori - Feistritz (Bistrica), 250 locuitori - Fresnach (Brežnje), 22 locuitori - Frießnitz (Breznica), 205 locuitori - Gorintschach (Gorinčiče), 108 locuitori - Greuth (Rute), 105 locuitori - Kanin (Hodnina), 100 locuitori - Längdorf (Velika vas), 207 locuitori - Lessach (Leše), 98 locuitori - Maria Elend (Podgorje), 599 locuitori | - Mühlbach (Reka), 231 locuitori - Rosenbach (Podrožca), 404 locuitori - St. Jakob (Šentjakob), 681 locuitori - St. Oswald (Šentožbolt), 133 locuitori - St. Peter (Šentpeter), 101 locuitori - Schlatten (Svatne), 427 locuitori - Srajach (Sreje), 132 locuitori - Tallach (Tale), 265 locuitori - Tösching (Tešinja), 47 locuitori - Winkl (Kot), 232 locuitori |

## Consiliul Local
Consiliul Local este alcătuit din 23 de membri, iar componența politică rezultată în urma alegerilor locale din 2009 este următoarea:
- 13 membri SPÖ
- 6 membri BZÖ
- 2 membri SGS
- 2 membri ÖVP